# شایستگی هنری

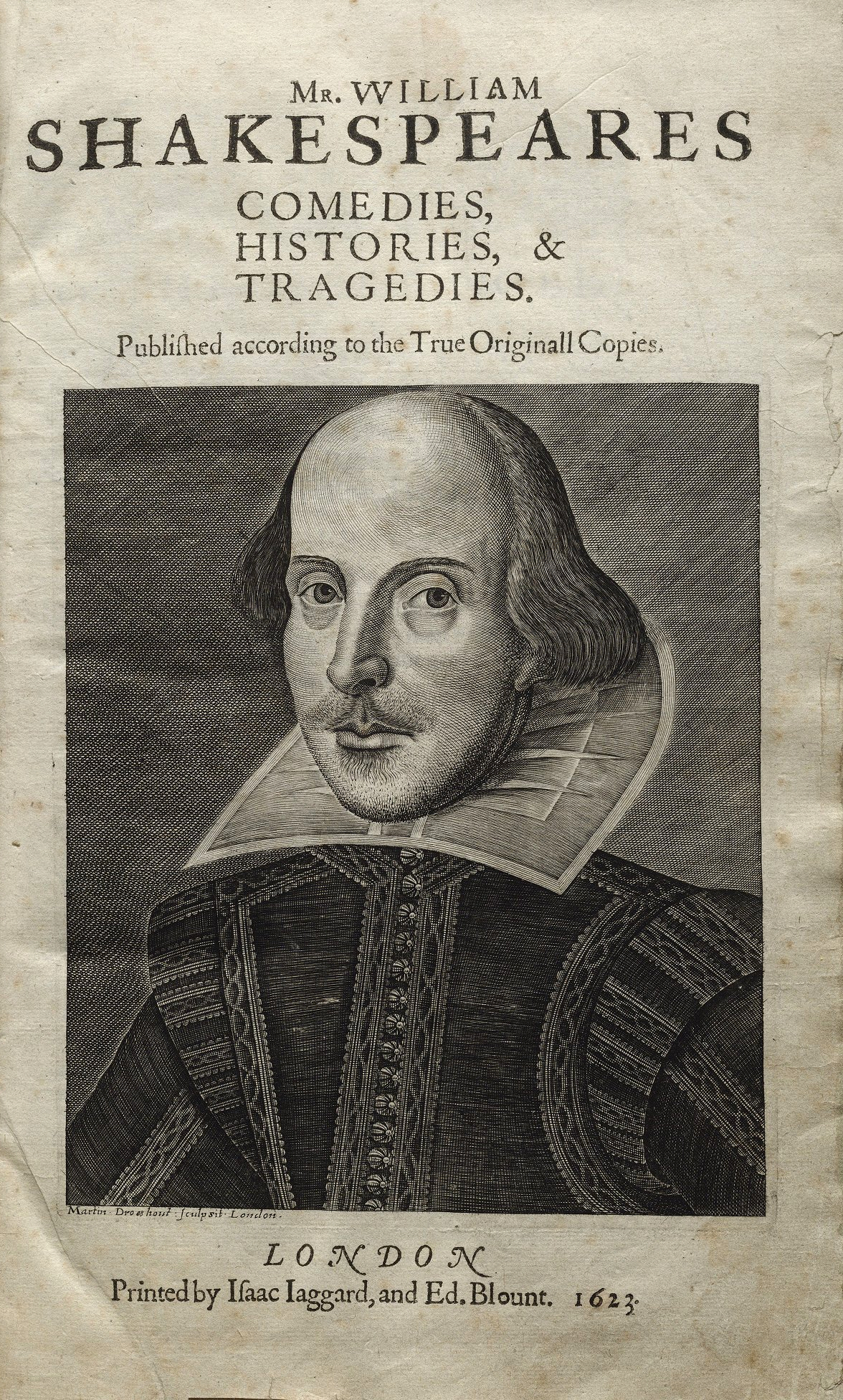
آثار نمایشنامه نویس انگلیسی ویلیام شکسپیر از نظر بسیاری از عالی ترین دستاوردها در هنر غرب است.

شایستگی هنری (انگلیسی: Artistic merit) کیفیت دریافت‌شده یا ارزش هرگونه کار هنری اعم از موسیقی، فیلم، ادبیات، مجسمه‌سازی یا نقاشی است. این اصطلاح می‌تواند به اثری ماندگار یا شاهکاری اطلاق شود که آزمون پایداری در طول زمان را به عنوان بخشی از آثار برجسته غربی یا اثری معاصر، در جایی که قضاوت ذهنی و وابسته به فاعل شناسایی است،از سر گذرانده باشد. 
در اروپای غربی از حدود ۱۵۰۰ تا ۱۸۷۰ میلادی، شایستگی هنری مرادف وفاداری به طبیعت بود. هرچند نه همیشه به عنوان بازنمایی واقعی و دقیق اما مطمئناً برگرفته از علاقه‌ای به برخی از جنبه‌های دنیای مادی و فیزیکی و گاهی در ارتباط روایی با آن (در بسیاری موارد نقاشی تاریخی بالاترین نوع هنر در نظر گرفته می‌شد) و اطاعت از قواعد کلاسیک. با این‌همه این حاکمیت این قواعد با ظهور جریان‌هایی مانند نوگرایی و پست‌مدرنیسم خاتمه یافت.